# Crocanthemum
Crocanthemum auch als Frostkraut bekannt, ist eine vermutlich nicht monophyletische Pflanzengattung innerhalb der Familie der Zistrosengewächse (Cistaceae). Der gebräuchlichste englische Trivialname ist „frostweed“, teilweise werden die Frostkräuter auch als „sunroses“, „rockroses“, „rush-roses“ oder „frostplants“ bezeichnet. Die etwa 20 Arten sind sowohl in weiten Teilen von Nordamerika als auch in Teilen Mittelamerikas und Südamerikas beheimatet. Zuerst wurden die Arten unter Cistus taxiert, dann unter Helianthemum. Die Gattung wird fälschlicherweise oft noch unter Helianthemum taxiert, beispielsweise wird Crocanthemum canadense bis heute teilweise als Kanadisches Sonnenröschen oder Kanadisches Ziströschen bezeichnet und in der Homöopathie und Pharmakologie unter Cistus canadensis beschrieben und angeboten. Wahrscheinlich muss die Gattung Hudsonia aufgrund der Untersuchungen von Aparicio et al. in die Gattung Crocanthemum integriert werden.

## Beschreibung

### Vegetative Merkmale
Cronanthemum-Arten wachsen als mehrjährige immergrüne Zwergstauden und Halbsträucher bis zu einer Höhe von etwa 80 cm (bspw. Crocanthemum suffrutescens). Die Laubblätter sind schmal und wechselständig angeordnet.

### Generative Merkmale
Mit Ausnahme der Arten in Kalifornien haben sie im Allgemeinen zwei unterschiedliche Blüten: auffällige, gelbe chasmogame (kreuzbestäubte), die früher in der Vegetationsperiode produziert werden, gefolgt von kleistogamen (selbstbestäubten) Blüten, die kleiner sind und keine Blütenblätter haben. Alle Arten von Crocanthemum sind feuertolerant und kommen in offenen Lebensräumen vor. Die zwittrigen Blüten sind bei einem Durchmesser von etwa 6 mm radiärsymmetrisch und fünfzählig mit doppelter oder einfacher Blütenhülle (Perianth). Die Kelchblätter sind ungleich. Die fünf kleineren Kronblätter sind gelb. Es sind einige Staubblätter vorhanden und der Griffel ist kurz.
Die Blütezeiten sind bei C. carolinianum von März bis Mai, bei C. canadense bspw. von April bis Juli, bei C. suffrutescens von April bis Juni und die bei C. aldersonii oder C. nashii von März bis Juni. Es werden zwei-, dreiklappige Kapselfrüchte gebildet.

## Standorte
Ihre Habitate sind unter anderem nährstoffarme, aride, sandige Böden wie die Pine Barrens, die Prärie, Savannen, Felsvorsprünge, Waldränder, trockene Kiefernwälder, sandige Felder und Straßenränder, sandige Küstenwälder, in Kalifornien auch felsige Küstenhänge oder Schluchten.

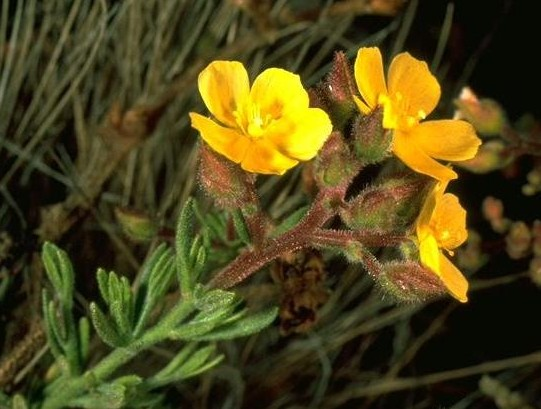
Crocanthemum greenei

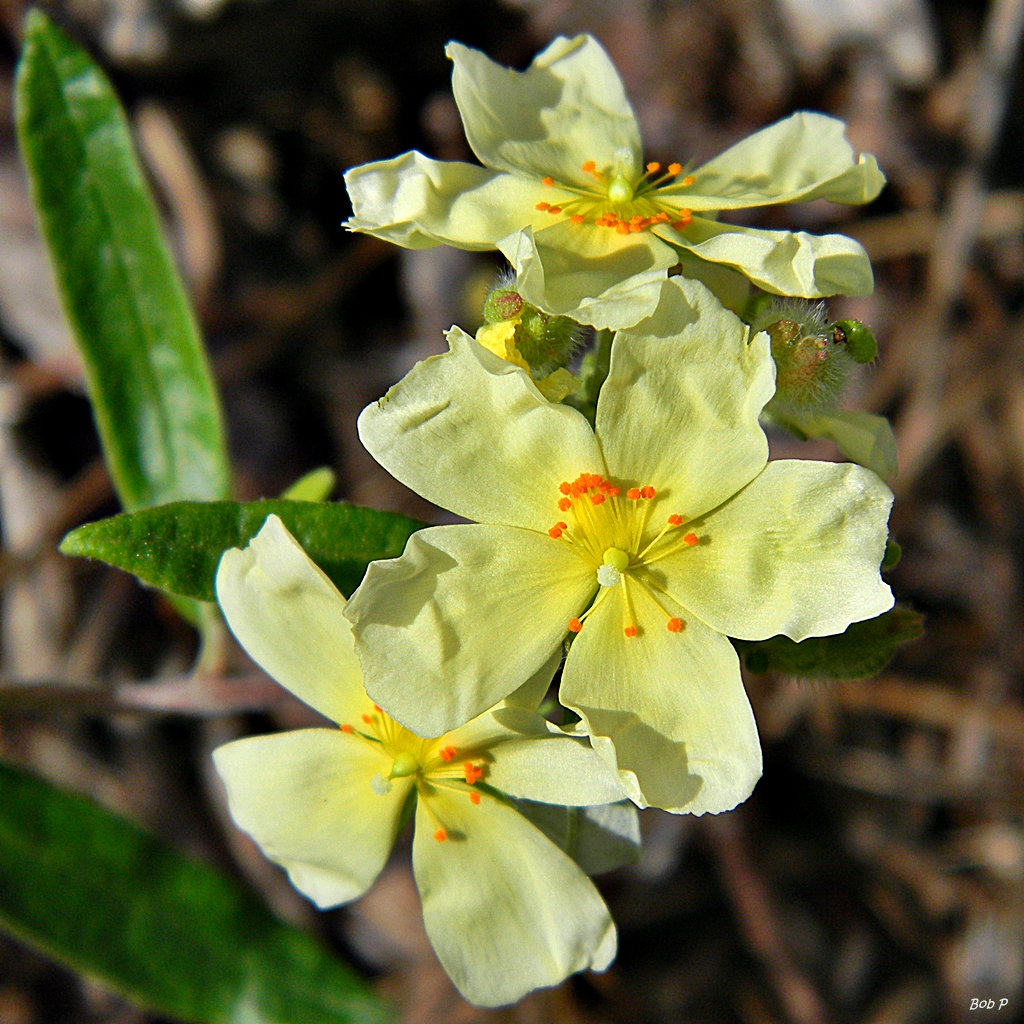
Crocanthemum corymbosum

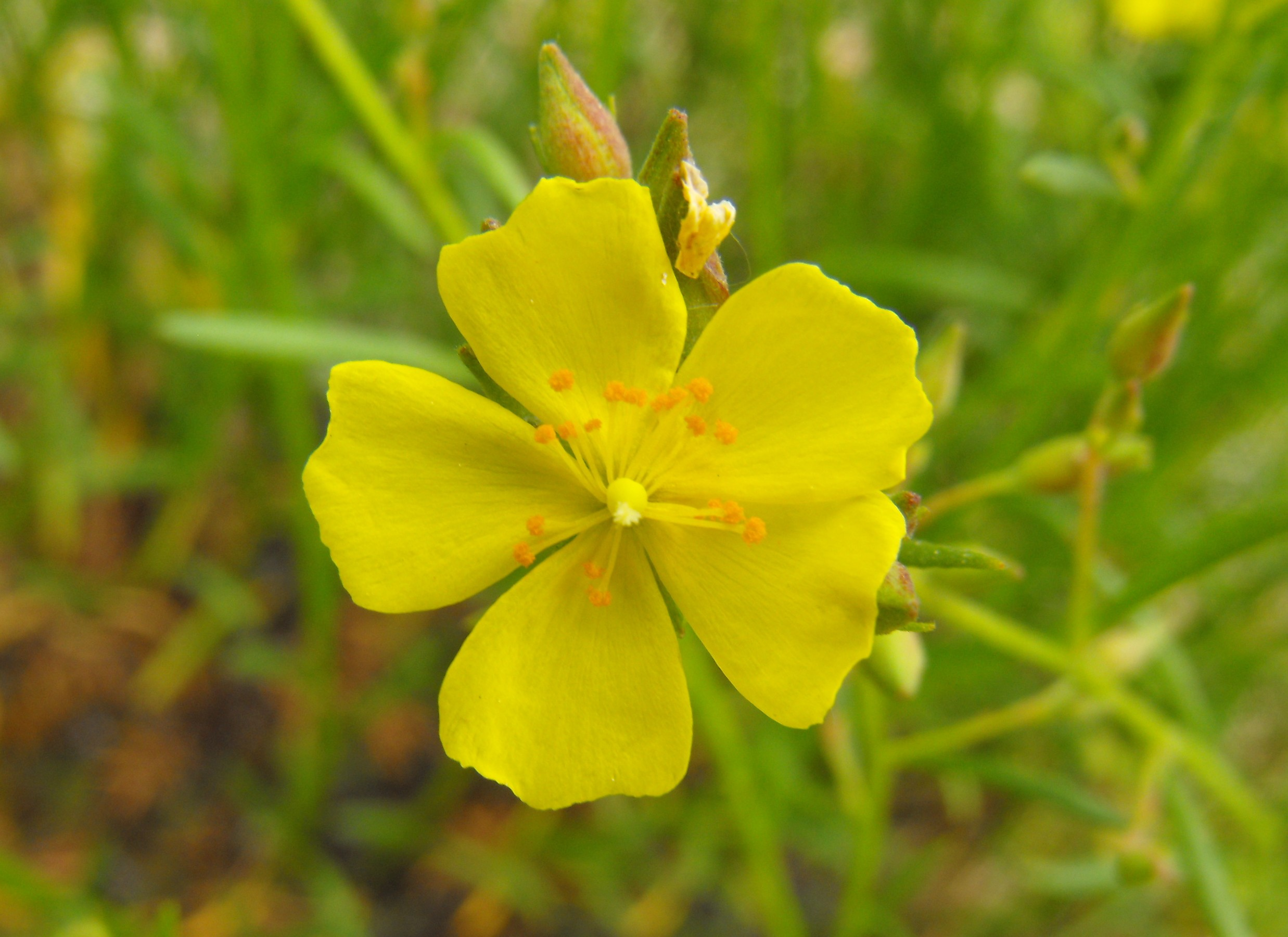
Crocanthemum scoparium

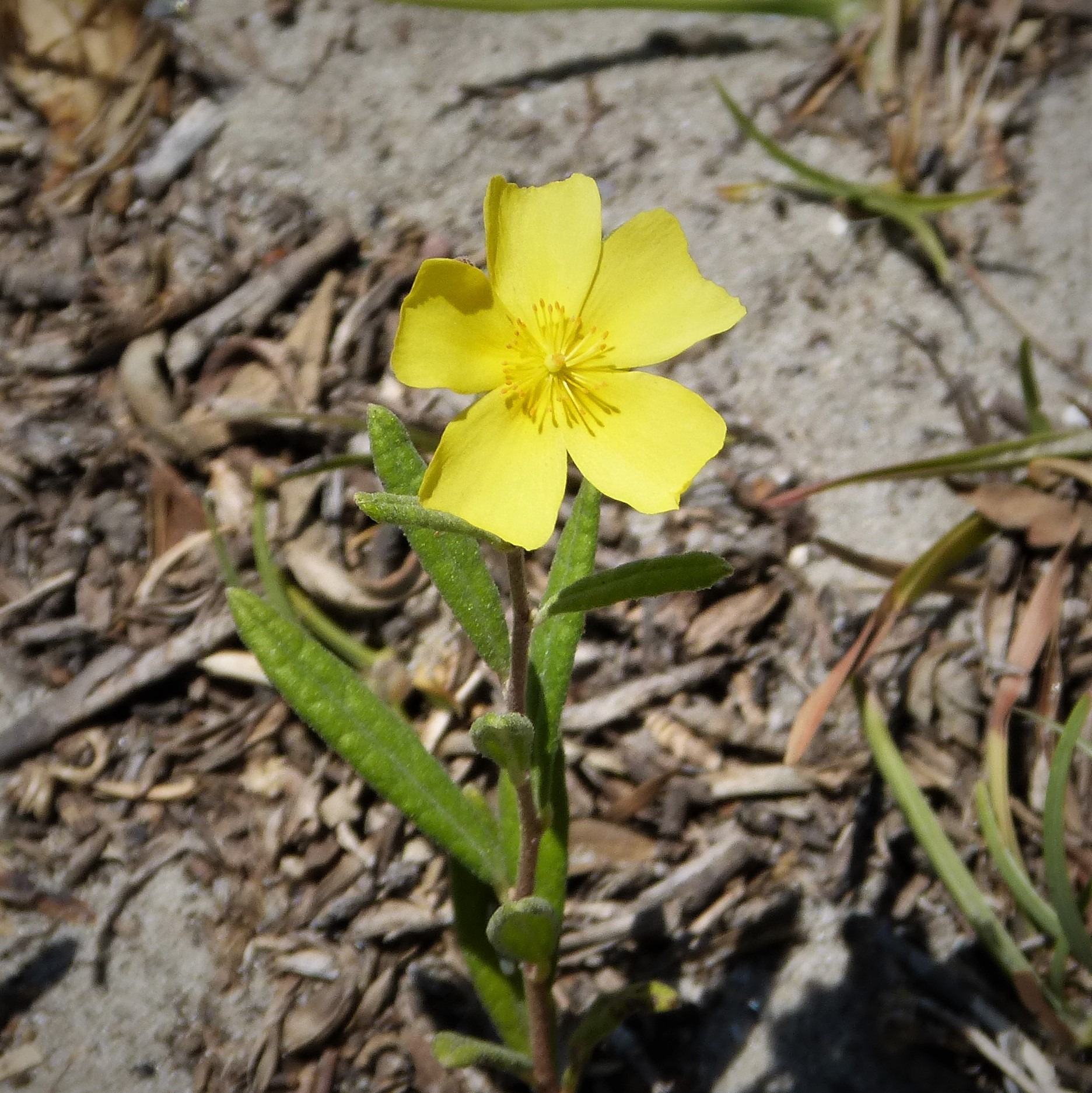
Crocanthemum carolinianum

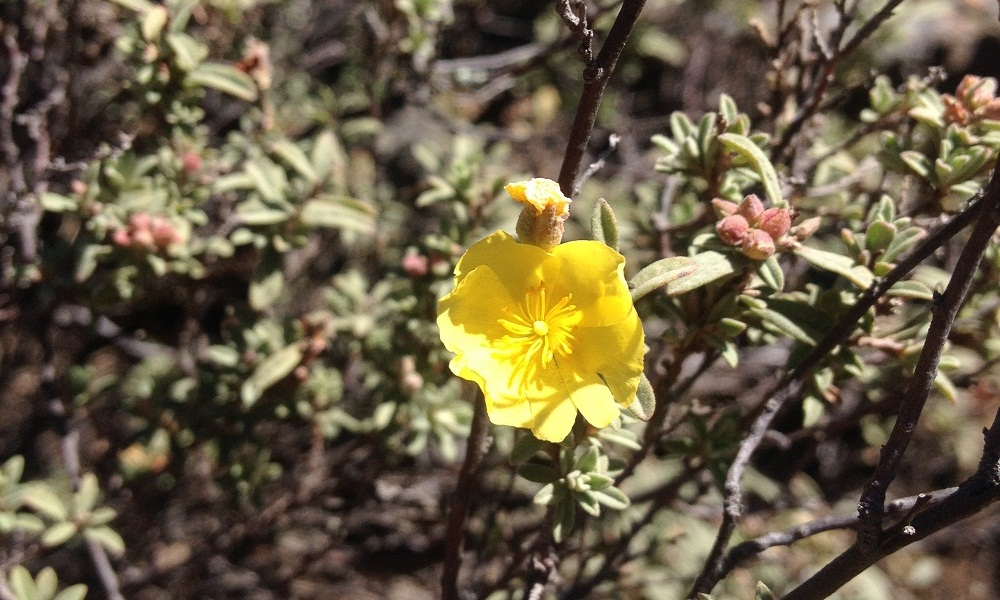
Crocanthemum glomeratum

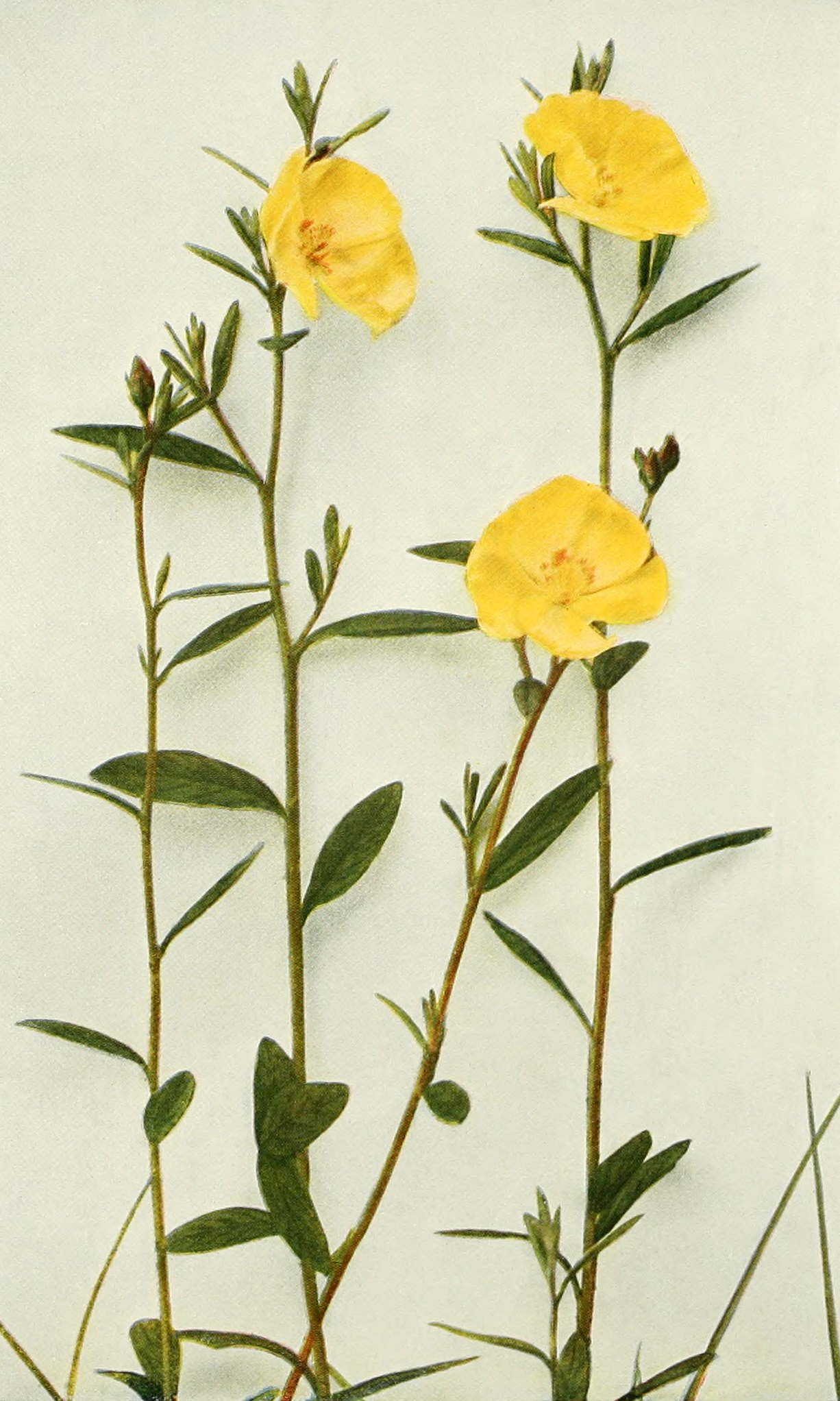
Crocanthemum canadense

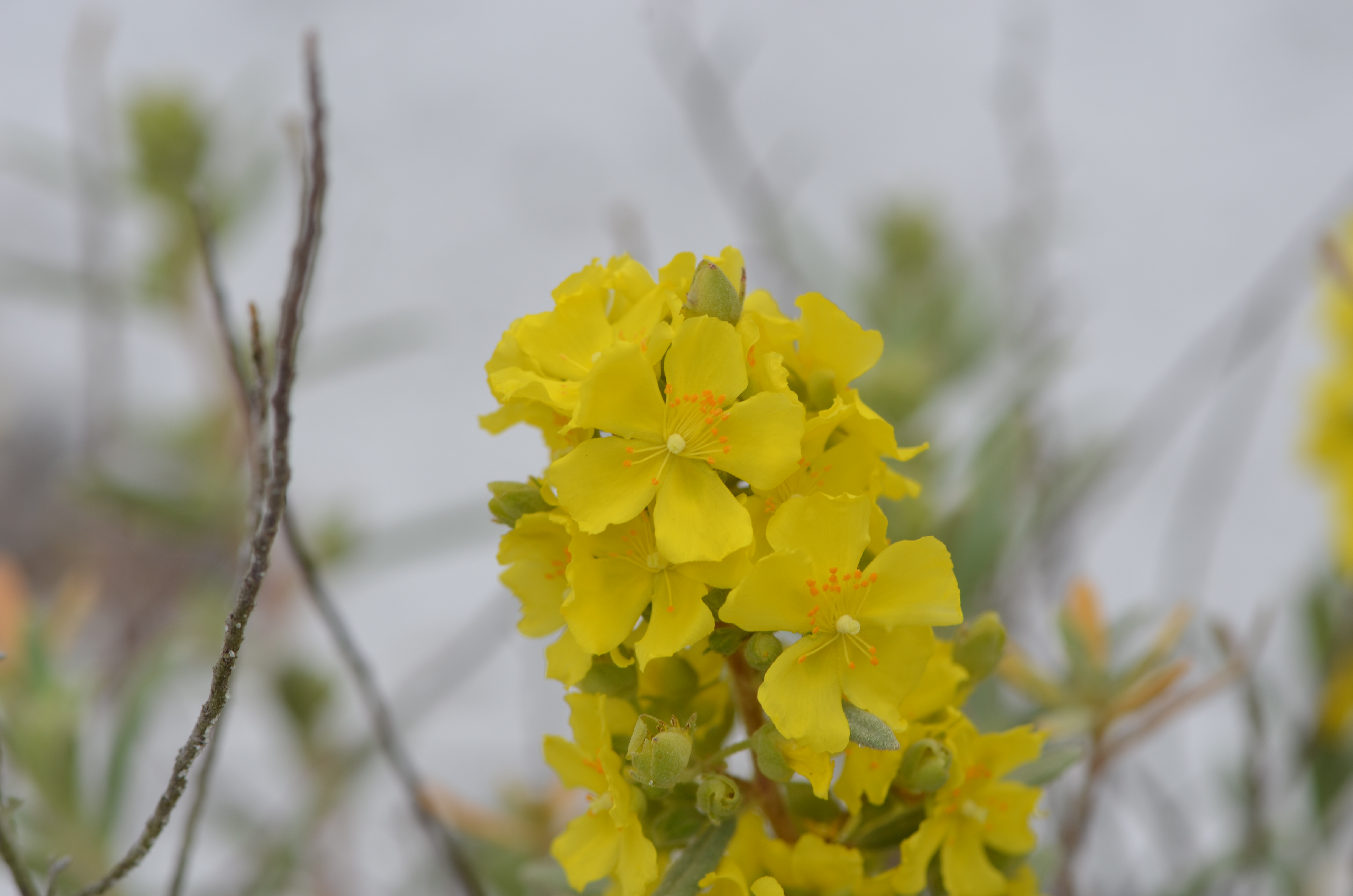
Crocanthemum nashii

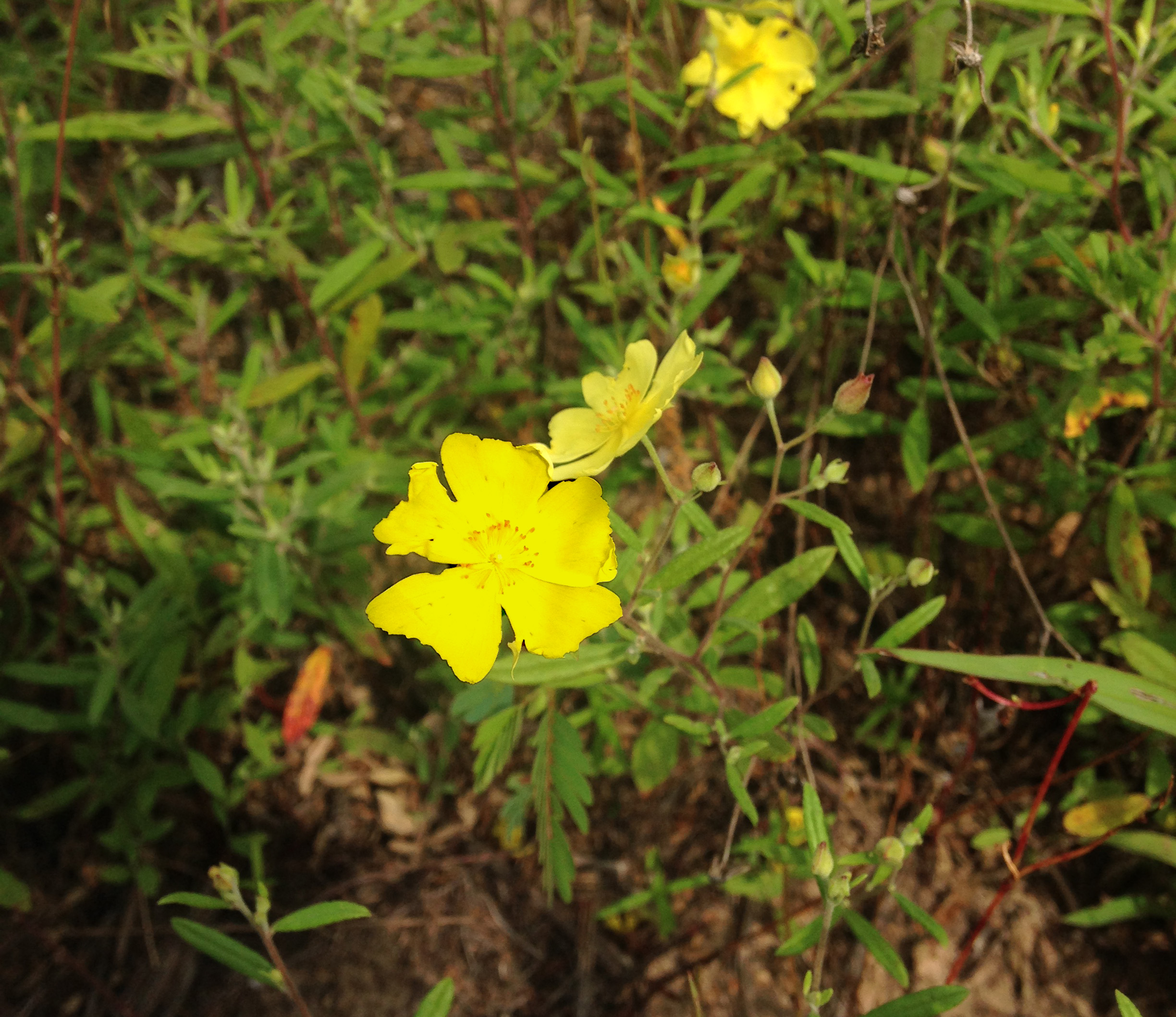
Crocanthemum georgianum

## Systematik
Eine erste umfassende Monographie des englischen Botanikers Robert Sweet mit dem Titel Cistineae teilte die Zistrosengewächse in die vier Gattungen: Cistus, Helianthemum, Hudsonia und Lechea ein. Die Gattung Helianthemum bekam neun Sektionen, darunter die Sektion Lecheoides, die mehrere Arten der heutigen Gattung Crocanthemum umfasst.
Die Gattung Crocanthemum Spach wurde von Édouard Spach 1836 in den Annales des Sciences Naturelles, Botanique, série 2, 6, 357–375 erstmalig veröffentlicht.
Obwohl die Gattung 1836 geschaffen wurde, um die bisher meist unter Helianthemum geführten Arten der Neuen Welt zu taxieren, wurde diese von Taxonomen im Allgemeinen nicht erkannt und ihre Arten wurden in einem Großteil der 1800er und 1900er Jahre in ein breites Konzept von Helianthemum aufgenommen. So wurden sie jeweils in der Sektion Lecheoides unter Helianthemum (Helianthemum sect. Lecheoides Dunal in DC., Prodr. 1: 269. 1824), bzw. Halimium (Halimium sect. Lecheoides (Dunal) Grosser in Engl., Pflanzenreich IV, 193: 33. 1903), unter Cistus (Cistus canadensis L.) oder unter Hudsonia geführt. Nicht mehr gebräuchliche gattungsheterotypische Synonyme waren: Heteromeris Spach, Companion Bot. Mag. 2: 290. 1837, Horanthes Raf., Sylva Tell. 132. 1838., Trichasterophyllum Willd. ex Link, Jahrb. Gewächsk. 1(3): 69. 1820 (Type species: T. hyssopifolium Willd. ex Link).
Phylogenetische Studien aus den Jahren 2004 und 2009 zeigten jedoch, dass die sogenannten Neuwelt-Arten von Helianthemum enger mit der ebenfalls neuweltlichen Gattung Hudsonia verwandt waren als die ursprünglichen Helianthemum-Arten der Alten Welt. Dies führte zur allgemeinen Akzeptanz der Gattung Crocanthemum, um die Monophylie aufrechtzuerhalten.
Die Autoren Beatriz Guzmán und Pablo Vargas gehen in ihren Forschungsergebnissen von 2009 von fünf Hauptsträngen der Zistrosengewächse aus und taxieren Crocanthemum in die sogenannte Helianthemum-Klade, die wiederum in zwei Schwestergruppen unterteilt wird: Die der altweltlichen Helianthemum-Gruppe und die Gruppe der neuweltlichen Gattungen Crocanthemum und Hudsonia.
Neuere Untersuchungen mit Hilfe der Bayesschen Statistik durch Aparicio et al. 2017 kamen zu sehr interessanten und neuen Ergebnissen in der Systematik der Zistrosengewächse, welche den Ergebnissen von Guzmán und Vargas von 2009 mit den beschriebenen fünf Hauptsträngen widersprechen. Bestätigt wurde die frühe Abspaltung der Lechea- und der Fumana-Hauptkladen. Die Helianthemum-Hauptklade mit Helianthemum, Crocanthemum und Hudsonia ist nicht mehr aufrecht erhaltbar, da es eine weitere frühe Aufspaltung in die altweltliche Helianthemum-Hauptklade gab. Weitere Aufspaltungen sind eine altweltliche Hauptklade mit Cistus, Halimium (nicht monophyletisch) und Tuberaria und eine neuweltliche Hauptklade mit Crocanthemum und Hudsonia. Da bspw. Crocanthemum chihuahense und Hudsonia tomentosa den gleichen Stamm wie Crocanthemum scoparium haben, ist Crocanthemum nach diesen Ergebnissen keine monophyletische Gattung mehr. Für die neue Helianthemum-Hauptklade ergeben sich drei Kladen, welche die Gliederung in die bisherigen Untergattungen und Sektionen nicht bestätigen. Es wird vorgeschlagen, dass die auch im bisherigen Umfang monophyletische Gattung Helianthemum neu zu gliedern sei.

## Arten
Man geht von ungefähr 20 Arten aus. Interessanterweise finden sich keine Hinweise in der botanischen Literatur zu natürlichen Hybriden.
- Aldersons Frostkraut (Crocanthemum aldersonii (Greene) Janch.): Der englische Trivialnamen ist „Alderson´s rush-rose“. Herkunft: Kalifornien; benannt nach dem US-amerikanischen Pflanzensammler Rufus Davis Alderson (1858–1932)
- Sand-Frostkraut (Crocanthemum arenicola (Chapm.) Barnhart): Der englische Trivialnamen ist „Coast sand frostweed“. Herkunft: Aus Alabama, Florida, Mississippi; das lateinische Adjektiv „arenicola“ bedeutet „im Sand (lat.: harena, arena) beheimatet“
- Silberblättriges Frostkraut (Crocanthemum argenteum (Hemsl.) Janch.): Herkunft: nordöstliches und südwestliches Mexiko; das lateinische Adjektiv „argenteus“ bedeutet „silberfarbig, silbern“ und bezieht sich auf die Blattfärbung.
- Bicknells Frostkraut (Crocanthemum bicknellii (Fernald) Janch.): Die englischen Trivialnamen sind „Hoary frostweed“ und „Bicknell´s Rock Rose“.[8] Herkunft: mittlere bis östliche USA und im östlichen Kanada, Ontario, Manitoba; benannt nach dem US-amerikanischen Botaniker und Ornithologen Eugene Pintard Bicknell (1859–1925)[3]
- Brasilianisches Frostkraut (Crocanthemum brasiliense (Lam.) Spach.): Der portugiesische Trivialnamen ist „Papoula-do-campo“[9], Herkunft: nördliches Argentinien, südliches Brasilien und Uruguay
- Kanadisches Frostkraut, veraltet: Kanadisches Ziströschen bzw. Kanadisches Sonnenröschen (Crocanthemum canadense (L.) Britton (Syn. Cistus canadensis L., Halimium canadense (L.) Grosser): Die englischen Trivialnamen sind „Canada frostweed“, „Longbranch frostweed“, „Rock frost“, „Frostplant“, „Frostwort“ oder nur „Frostweed“). Herkunft: östl. Nordamerika[10][11]
- Carolina-Frostkraut (Crocanthemum carolinianum (Walter) Spach.): Die englischen Trivialnamen sind „Carolina sunrose“ bzw. „Carolina frostweed“. Aus dem Südosten der Vereinigten Staaten
- Doldiges Frostkraut (Crocanthemum corymbosum (Michx.) Britton): Die englischen Trivialnamen sind „Pinebarren frostweed“ bzw. „Pinebarren sunrose“. Herkunft: Südosten der Vereinigten Staaten; benannt nach dem botanischen Terminus für den doldenähnlichen Blütenstand: Corymbus (Schirmrispe), der englische Name leitet sich von den Pine Barrens (in etwa Kiefernödnis) in New Jersey ab,
- Chihuahua-Frostkraut (Crocanthemum chihuahuense (S.Watson) J.F. Morales): Aus Mexiko (Chihuahua)[12]
- Coulters Frostkraut (Crocanthemum coulteri (S.Watson) inedit. (Helianthemum coulteri S.Watson))[13]; benannt nach dem US-amerikanischen Botaniker John Merle Coulter (1851–1928), ein geläufiges Synonym für diese Art ist Crocanthemum berlandieri (Briq.) Janch.
- Buschiges Frostkraut (Crocanthemum dumosum E.P. Bicknell): Der englische Trivialnamen ist „Bushy frostweed“. Herkunft: Long Island, südostl. New England. Das lateinische Adjektiv „dumosus“ bedeutet „gestrüpp-, heckenliebend“. Gentechnische Untersuchungen aus dem Jahre 2013[14] zeigen eine signifikante Verwandtschaft zu Helianthemum canadense und kommen zum Vorschlag der Umtaxierung in Helianthemum canadense subsp. dumosum.
- Georgia-Frostkraut (Crocanthemum georgianum (Chapm.) Barnhart): Der englische Trivialnamen ist „Georgia frostweed“. Herkunft: Florida, Georgia.
- Crocanthemum glomeratum (Lag.) Janch: Der englische Trivialnamen ist „Clustered frostweed“. Herkunft: Costa Rica, Guatemala, Honduras, Mexiko, Texas. Das lateinische Adjektiv „glomeratus“ bedeutet „geknäult“.
- Greens Frostkraut (Crocanthemum greenei (B.L.Rob.) Sorrie): Der englische Trivialnamen ist „Island rush-rose“. Herkunft: Kalifornische Kanalinseln Inseln Santa Cruz, Santa Catalina, Santa Rosa: benannt nach dem US-amerikanischen Botaniker und Theologen Edward Lee Greene (1843–1915)
- Nash's Frostkraut (Crocanthemum nashii (Britton) Barnhart): Der englische Trivialnamen ist „Florida shrub frostweed“. Herkunft: Florida, North Carolina; benannt nach dem US-amerikanischen Botaniker George Valentine Nash (1864–1921)
- Nickendes Frostkraut (Crocanthemum nutans (Brandegee) Janch): Aus dem nordwestlichen Mexiko, das lateinische Adjektiv „nutans“ bedeutet „nickend“
- Pringles Frostkraut (Crocanthemum pringlei (S.Watson) Janch: Aus Mexiko und Guatemala, Honduras, Nicaragua); benannt nach dem amerikanischen Botaniker Cyrus Guernsey Pringle (1838–1911)
- Crocanthemum propinquum (E.P.Bicknell) E.P.Bicknell: Der englische Trivialnamen ist „Low frostweed“. Herkunft: Connecticut, Massachusetts, Rhode Island. Das lateinische Adjektiv „propinquus“ bedeutet „geschlossen“.
- Rosmarinblättriges Frostkraut (Crocanthemum rosmarinifolium (Pursh) Janch): Der englische Trivialnamen ist „Rosemary frostweed“. Herkunft: Süden bis Südosten der Vereinigten Staaten, Dominikanische Republik
- Besenginster-Frostkraut (Crocanthemum scoparium (Nutt.) Millsp.): Die englischen Trivialnamen sind „Peak rush-rose“ bzw. „Broom rush-rose“.[15] Herkunft: Kalifornien[8], benannt nach dem Besenginster (Cytisus scoparius)
- Strauchiges Frostkraut (Crocanthemum suffrutescens (B.Schreib.) Sorrie): Der englische Trivialnamen ist „Bisbee peak rush-rose“. Herkunft: Kalifornien

## Etymologie
Der Gattungsname Crocantheum hat zwei Bestandteile: Erstens das griechische „krokos“ (der in der Mythologie zur Pflanze gewordener Halbgott Krokos). Nach ihm wurde die Pflanzengattung Krokus (crocus) benannt. Der zweite Bestandteil ist das in vielen Gattungen enthalten ebenfalls altgriechische Wort „anthum“ gleichbedeutend mit Blume oder Blüte. Der englische Trivialnamen „Frostweed“ kommt von den Eiskristallen, die sich aus dem Saft der Pflanze bilden, der im Spätherbst aus Rissen in der Nähe der Stielbasis austritt.

## Crocanthemum canadense in der Homöopathie
Crocanthemum canadense (syn.: Helianthemum canadense, Cistus canadensis im Englischen auch als longbranch frostweed, Canada frostweed, frostweed, rock frost, frostplant, oder frostwort bezeichnet) wird in der Homöopathie noch mit dem alten Namen Cistus canadensis bzw. den deutschen Namen Kanadisches Ziströschen bzw. Kanadisches Sonnenröschen taxiert. Die Darreichungsform ist meist über Globuli.
Der empfohlene Anwendungsbereich sind chronische Atemwegserkrankungen (Textzitat: „Cistus canadensis ist eine homöopathische Arznei, die aus dem kanadischen Sonnenröschen (Helianthemum canadense) hergestellt wird und in erster Linie auf den Nasenrachenraum, den Halsbereich, das Lymphsystem und die Atemwege wirkt. Sie kommt zum Beispiel bei Entzündungen der Nasenschleimhaut (Rhinitis), der Nasennebenhöhlen (Sinusitis) und der Rachenschleimhaut (Pharyngitis) zum Einsatz. Wichtigste Leitmotive sind die große Kälte, die damit verbundene Infektanfälligkeit des Patienten und die geschwollenen Halslymphknoten.“)